# Informe técnico
Un informe técnico (también informe científico) es un documento que describe el proceso, progreso o resultados de una investigación científica o técnica o el estado de un problema de investigación científica o técnica.  También puede incluir recomendaciones y conclusiones de la investigación. A diferencia de otras publicaciones científicas, como las revistas científicas y las actas de algunas conferencias académicas, los informes técnicos rara vez se someten a una revisión exhaustiva por pares independientes antes de su publicación. Pueden considerarse literatura gris. Cuando hay un proceso de revisión, a menudo se limita a dentro de la organización de origen. Del mismo modo, no existen procedimientos formales de publicación para dichos informes, excepto cuando se establezcan localmente.

## Descripción
Los informes técnicos son hoy una fuente importante de información científica y técnica. Están preparados para su distribución interna o más amplia por muchas organizaciones, la mayoría de las cuales carecen de las amplias instalaciones de edición e impresión de los editores comerciales.
Los informes técnicos se preparan a menudo para los patrocinadores de proyectos de investigación. Otro caso en el que se puede producir un informe técnico es cuando se produce más información para un artículo académico de la que es aceptable o factible publicar en una publicación revisada por pares; ejemplos de esto incluyen detalles experimentales en profundidad, resultados adicionales o la arquitectura de un modelo de computadora. Los investigadores también pueden publicar trabajos en forma temprana como un informe técnico para establecer la novedad, sin tener que esperar a los largos programas de producción de las revistas académicas. Los informes técnicos se consideran publicaciones "no de archivo" y, por lo tanto, pueden publicarse libremente en otros lugares en lugares revisados por pares con o sin modificaciones.

## Directrices de producción
- ANSI / NISO ha publicado directrices sobre los informes científicos y técnicos: preparación, presentación y conservación[1] actualizada por última vez en 2010. Esta norma describe los elementos, la organización y el diseño de los informes científicos y técnicos, incluida una guía para la presentación uniforme de material de anverso y reverso, texto y material visual y tabular en formatos impresos y digitales, así como recomendaciones para informes multimedia.
- También existen directrices para la creación y el formato de números de informes técnicos estándar.[2]
- El Comité Directivo Internacional de Literatura Gris (GLISC) estableció en 2006 las directrices publicadas para la producción de informes científicos y técnicos.[3] Estas recomendaciones están adaptadas de los Requisitos uniformes para manuscritos enviados a revistas biomédicas, elaborados por el Comité Internacional de Editores de Revistas Médicas (ICMJE), más conocido como “Estilo Vancouver”.

## Publicación
Los informes técnicos ahora se publican comúnmente en formato electrónico, ya sea en Internet o en la intranet de la organización de origen.
Muchas organizaciones recopilan sus informes técnicos en una serie formal. A los informes se les asigna un identificador (número de informe, número de volumen) y comparten un diseño de portada común. La serie completa puede estar identificada de forma única por un ISSN.
Un esquema de registro para un International Standard Technical Report Number único a nivel mundial (ISRN) se estandarizó en 1994 (ISO 10444), pero nunca se implementó en la práctica. ISO finalmente retiró esta norma en diciembre de 2007. Su objetivo era ser una extensión internacional de un esquema de identificación de informes utilizado por agencias gubernamentales de EE. UU. (ANSI/NISO Z39.23). 